# 百老匯風流記
是一部於2014年上映的脱线喜剧电影，該電影在美国有限上映，并于2015年8月21日通过Lionsgate Premiere的隨選視訊平台发布。該電影由彼得·博格丹诺维奇执导，歐文·威爾森、伊莫珍·盖伊·波茨、凱薩琳·哈恩、威爾·福爾特、瑞斯·伊凡斯和詹妮弗·安妮斯顿等人主演。这是彼得·博格丹諾維奇繼貓眼之后执导的第一部故事片，也是他去世前执导的最后一部非纪录片。